# 1905년 시어도어 루스벨트 대통령 취임식
시어도어 루스벨트의 두 번째 미국 대통령 취임식은 1905년 3월 4일 토요일 워싱턴 D.C.의 미국 국회의사당 동쪽 포티코에서 열렸다. 이는 제30번째 미국 대통령 취임식이었으며, 시어도어 루스벨트의 두 번째이자 유일한 정식 임기 시작과 찰스 W. 페어뱅크스의 유일한 미국의 부통령 임기 시작을 알렸다. 대법원장 멜빌 풀러가 대통령 취임 선서를 주재했다.

## 취임 연설

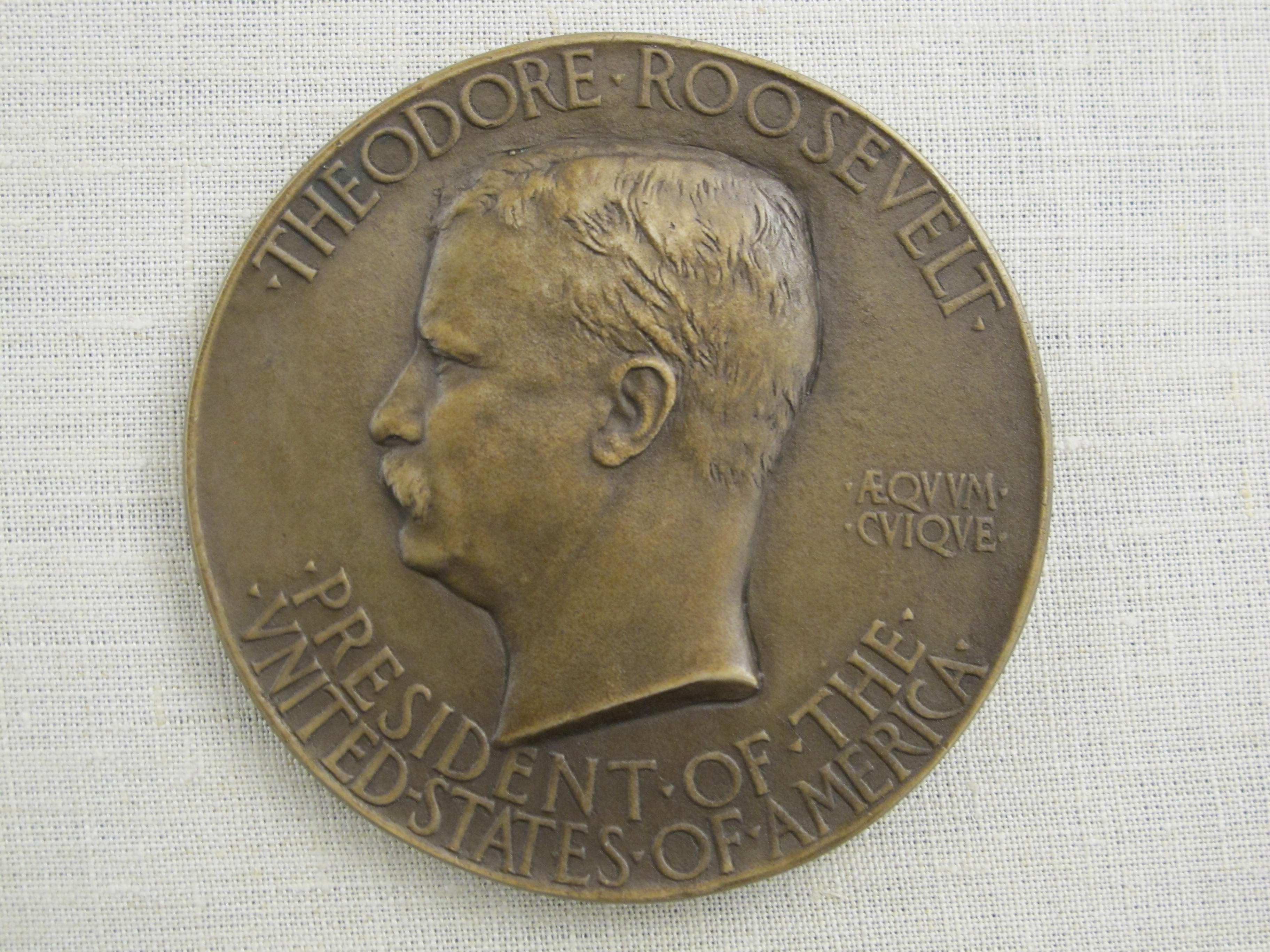
1905년 루스벨트 대통령 취임 기념 메달의 앞면.

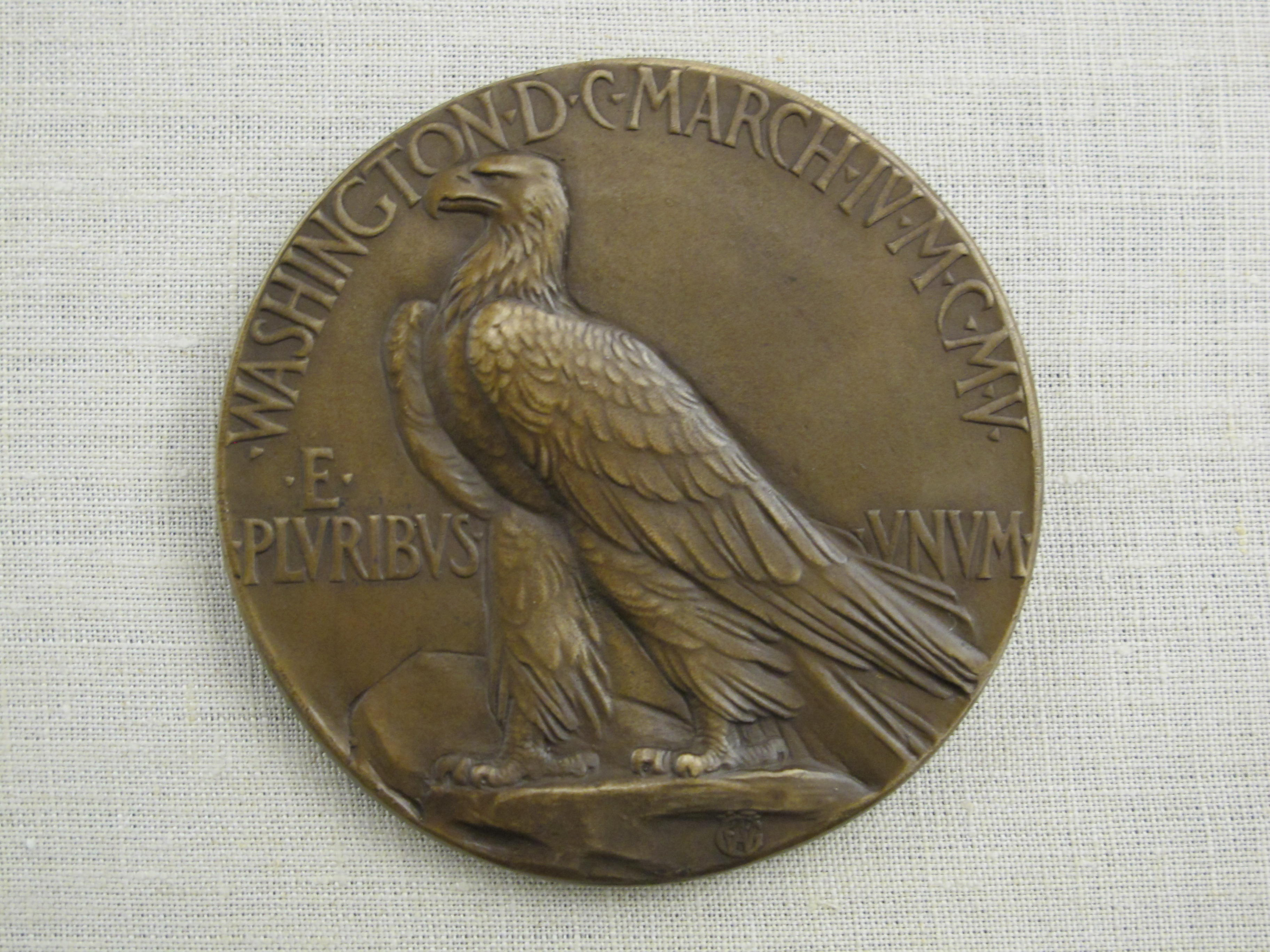
1905년 루스벨트 대통령 취임 기념 메달의 뒷면.

루스벨트는 두 번째 취임 연설에서 과거의 성공을 이야기하며, 미래의 성공은 오직 노력을 통해서만 얻을 수 있다고 주장했다. 그는 약한 나라는 미국을 두려워할 필요가 없지만, 미국이 오만한 침략의 대상이 되지는 않을 것이라고 말했다. 대통령은 세계와의 좋은 관계가 중요하다고 언급했지만, 미국인들 사이의 관계가 가장 중요하다고 밝혔다. 그는 건국의 아버지들이 국가를 괴롭혔던 특정 문제들을 예견하지 못했을 수도 있지만, 이 문제들이 모든 위대한 국가가 직면하는 문제라고 확신했다. 루스벨트는 산업 시대가 미국인들이 현대 생활의 복잡성에 적응하기 어렵게 만들었다는 것을 인정했지만, 기술 혁신이 일상생활에 엄청난 변화를 가져왔다고 미국인들을 안심시켰다. 그는 자치 정부의 어려움에 대해 이야기하며, 만약 미국이 실패한다면 모든 자유 국가의 기반이 흔들릴 것이라고 경고했다. 루스벨트는 이를 미국인, 세계, 그리고 태어나지 않은 세대에게 무거운 책임이라고 불렀다. 마지막으로 시어도어 루스벨트는 미국인들이 직면한 문제들이 건국의 아버지들의 문제와는 다르지만, 이러한 문제들에 같은 정신으로 맞서야 한다고 강조했다.

## 같이 보기
- 시어도어 루스벨트 행정부
- 1901년 시어도어 루스벨트 대통령 취임식
- 1904년 미국 대통령 선거